# Mariusz Stępiński
Mariusz Stępiński (Sieradz, 1995. május 12. –) lengyel labdarúgó, jelenleg az 1. FC Nürnberg játékosa és korosztályos válogatott tagja.

## Pályafutása
2011 novemberében mutatkozott be a Lech Poznań ellen 1-0-ra megnyert idegenbeli mérkőzésen. 2012 szeptemberében első gólját is megszerezte a Górnik Zabrze ellen.
A 2012-es U17-es labdarúgó-Európa-bajnokságon részt vevő keret tagjaként bronzérmet szerzett.

## Statisztikája
| Klub        | Szezon   | Bajnokság | Bajnokság | Kupa  | Kupa | Nemzetközi | Nemzetközi | Összesen | Összesen |
| Klub        | Szezon   | Mérk.     | Gól       | Mérk. | Gól  | Mérk.      | Gól        | Mérk.    | Gól      |
| ----------- | -------- | --------- | --------- | ----- | ---- | ---------- | ---------- | -------- | -------- |
| Widzew Łódź | 2011-12  | 8         | 0         | 0     | 0    | -          | -          | 8        | 0        |
| Widzew Łódź | 2012-13  | 14        | 3         | 1     | 0    | -          | -          | 15       | 3        |
| Összesen    | Összesen | 22        | 3         | 1     | 0    | 0          | 0          | 23       | 3        |

## Sikerei, díjai
- U17-es Európa-bajnokság bronzérmes: 2012